# Виза за океана
„Виза за океана“ е български игрален филм от 1975 година на режисьора Лада Бояджиева, по сценарий на Емил Марков. Оператор е Виктор Чичов. Втори режисьор на филма е Румен Сурджийски. Музиката във филма е композирана от Георги Генков.

## Актьорски състав
- Антон Горчев – Мавров
- Силвия Рангелова – Люба
- Кирил Господинов – Боцмана
- Георги Стоянов – Капитанът
- Рашко Младенов – Четвърти механик
- Васил Попилиев